# 장 칼뱅의 신학

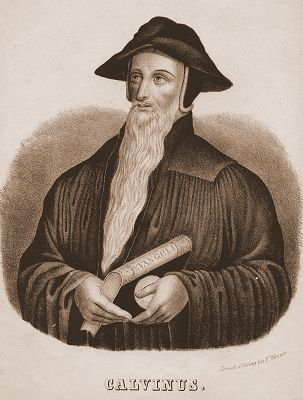
장 칼뱅의 석판화, 추정. 1830.

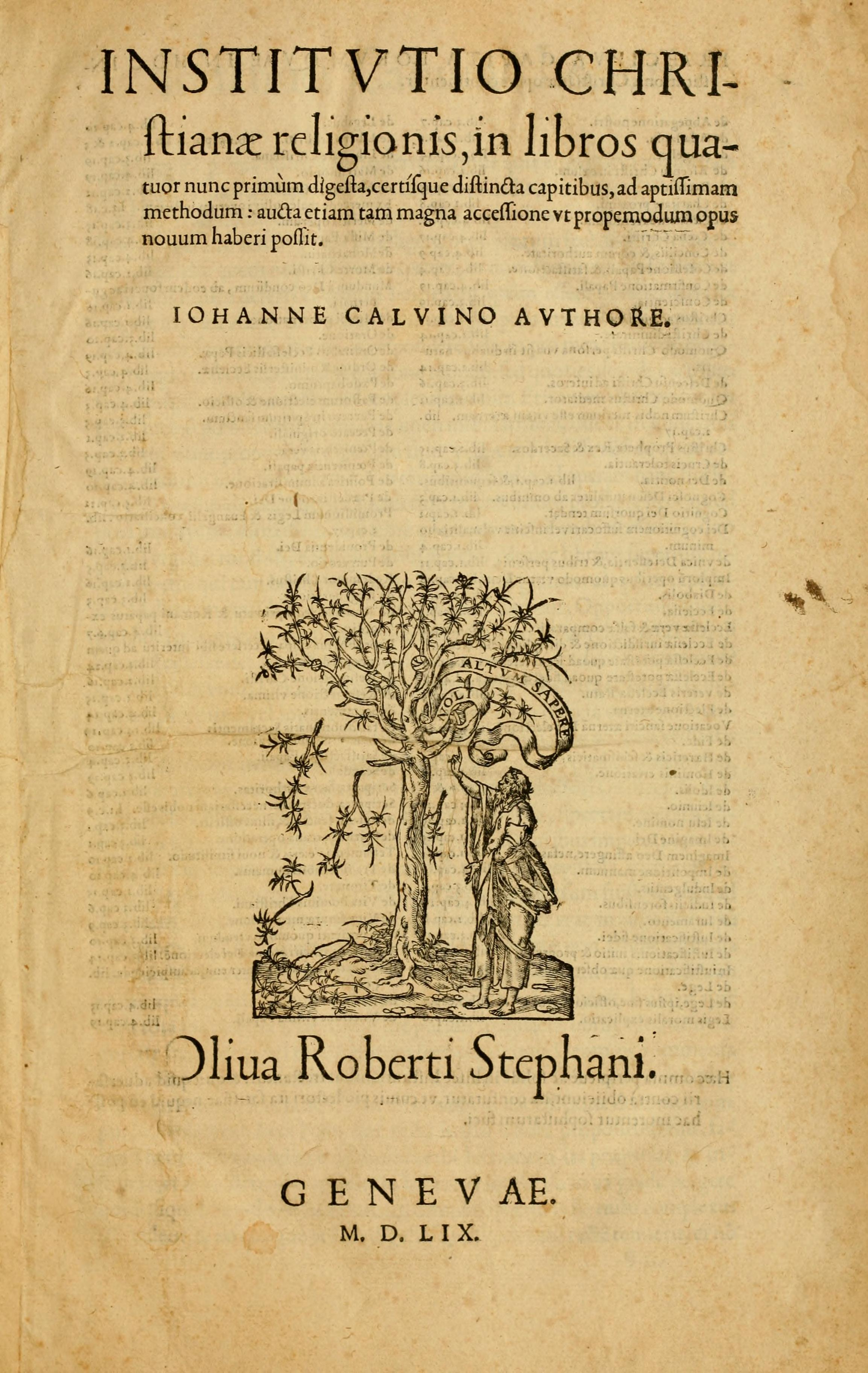
장 칼뱅의 1559년 기독교강요

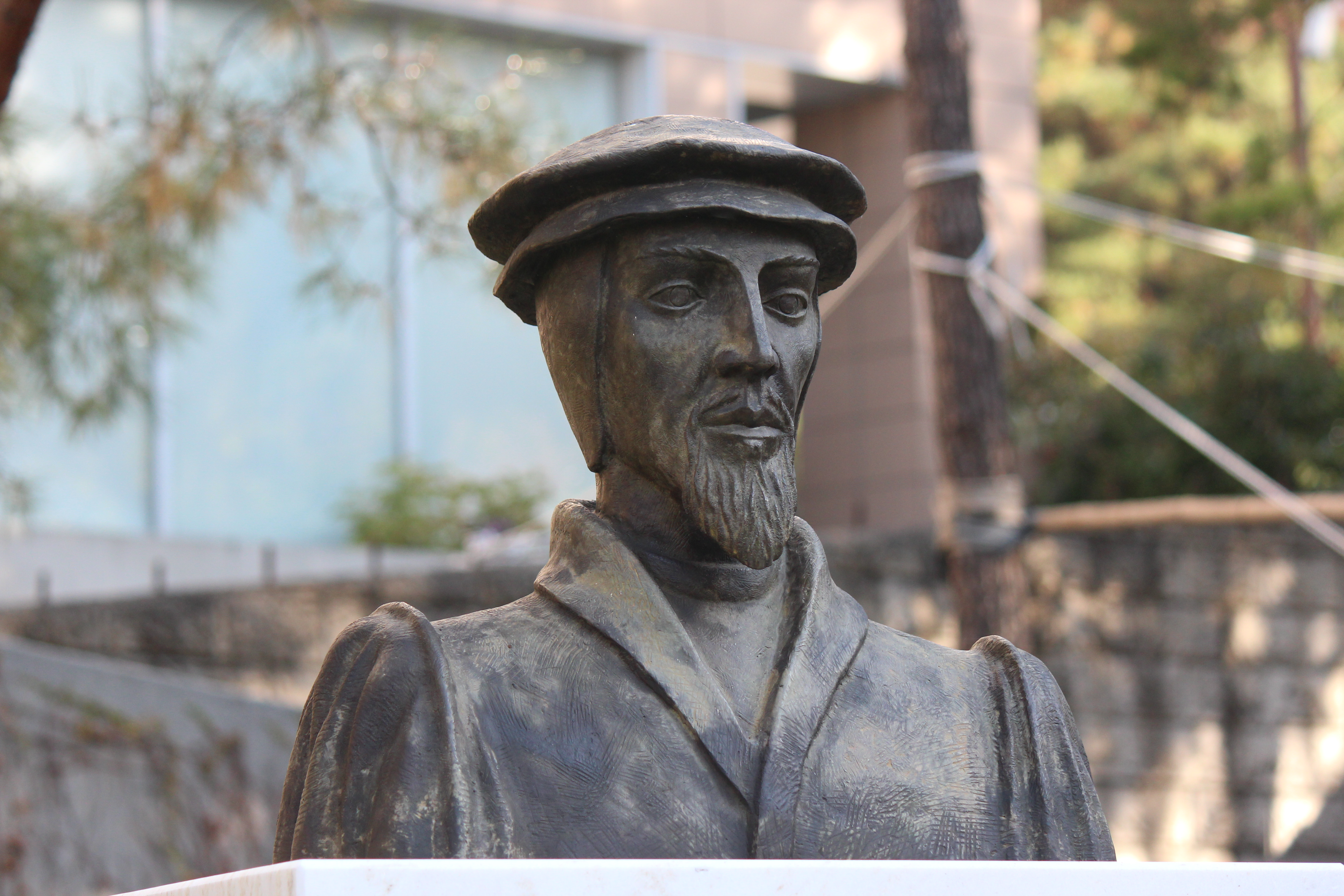
프랑스의 유명한 조각가 다니엘 레클레로(Daniel Lecleroq)가 만든 장 칼뱅 동상, 장신대학교

장 칼뱅의 신학(Theology of Calvin)은 종교개혁가 장 칼뱅의 신학사상을 통하여 체계적으로 후대에서 정립한 신학을 말한다. 학자들 관점에 따라서 칼뱅 신학의 중심주제, 특징과 강조점에 관한 견해가 다양하다. 후기 칼뱅주의자들이 주장하는 내용이 국가별로 그리고 신정통주의적인 관점의 차이점으로 말미암아 다르게 이해하고 있다.
칼뱅 신학의 중요한 점에 관해 기독교 백과사전(The Encyclopedia of Christianity)은 아래와 같이 설명한다.

그의 신학적 중요성이란 기독교 교리의 체계화를 시도한 것이다. 예정론에서, 기독론과 성례전에 근거하여 구원의 현재적 사역과 초월적 영원한 사역 사이에서 단순히 종말론적으로 수립한 구별에서, 중생에서(tertius usus legis, 소위말하는 율법의 세 번째 용법) 믿음의 순종을 일으키는 성령의 역사를 강조한 점에서 그는 개혁신학에 지속적 영향을 주었던 정통주의를 세밀하게 만들었던 점이다.

칼뱅 신학을 지배하는 원리는 인간론적이거나 구원론적이거나 또는 교회론적인 게 아니라 신학적이다. 칼 홀(Karl holl)이 지적한 대로, “칼뱅의 신학적 활동의 중요성은 그가 하나님이라는 개념을 그 중심에 놓은 데 있다. 칼뱅의 모든 개별적인 문제들은 하나님의 개념에서 절정에 이른다.” 기독교강요와 주석들과 설교들과 논문들을 검토해 보면, 어디든지 칼뱅은 하나님 중심 사상, 즉 하나님의 주권사상을 전면에 부각시킨다. 칼뱅 신학은 그의 설교와 논문뿐만 아니라 그의 성경주석에서, 또 자신의 가장 간결한 작품이며 대작인 기독교 강요에서  자신의 신학을 발전시켰다. 특별히 칼뱅은 기독교 강요가 기독교 신학에 관한 그의 주장을 요약한 것으로 사용되기를 의도했으며, 주석과 함께 비교하며 읽히기를 바랬다. 1536년도 초판은 6장으로 구성되었지만 1539년 판은 필리프 멜란히톤의 《신학 통론》에 나타난 주제들 위에다가 몇 장을 더했기 때문에 3배로 길어졌다. 1543년 판에서는 사도신경에 관한 장에 새로운 자료를 더하고 확장시켰다. 1559년 판은 1권은 창조주 하나님, 2권 구속주 그리스도, 3권에서 성령을 통한 그리스도의 은혜를 받는 것, 그리고 4권에서는 국가와 교회를 다룬다.

## 출판물
칼뱅은 그의 설교와 논문뿐만 아니라 성경 주석에서 자신의 신학을 발전시켰지만, 그의 가장 명료한 견해는 그의 대작 기독교 강요(Institutes of the Christian Religion)에서 볼 수 있다. 그는 이 책을 기독교 신학에 관한 요약으로 사용하고자 했으며, 그의 주석과 함께 읽도록 주장하였다. 기독교 강요는 여러 판으로 발전하였는데, 그의 신학은 초기부터 후기에 이르기까지 크게 변하지 않았다.  1536년 초판은 6장으로 구성했다. 1539년 출판한 제2판은 맬랑히톤의 신학통론(Loci Communes)에서 나타나는 주제에 관한 여러 장을 추가했기 때문에 3배로 늘었다. 1543년 판은 그가 다시 새로운 자료를 추가하고 사도 신경에 관한 장을 확장했다. 1559년 기독교 강요의 마지막 판이 나왔다. 그때까지 이 작업은 80권의 책 4권으로 구성했고, 각 책은 신조에서 나온 진술서 이름을 따서 명명했다: 창조주 하나님에 관한 제1권, 그리스도의 구세주에 관한 제2권, 3권은 성령을 통해 그리스도의 은혜받음, 그리고 마지막 4권은 그리스도의 공동체 또는 교회에 관해서 가르친다.

## 칼뱅 연구의 르네상스
칼뱅 연구는 19세기 네덜란드의 아브라함 카이퍼와 헤르만 바빙크, 그리고 미국의 워필드를 시작으로 본격적인 연구를 시도했다. 칼뱅 신학속에 나타난 주제에 관해 역사 신학자 하이코 오버만(Heiko A. Obermann)은 칼뱅 신학의 중요한 사상에 관해 신정정치, 예정론, 교회(신앙생활)의 규칙, 성경관을 꼽는다. 전통적으로 칼뱅 연구는 예정론이나 하나님의 주권과 같은 특정한 주제 중심으로 진행했다. 1909년 칼뱅 탄생 400주년을 맞이하여 세계 각국에서 칼뱅 연구를 본격 시작했다. 특별히 1930년대에 칼뱅-르네상스는 세계적인 신학자 카를 바르트(Karl Barth)와 에밀 부루너(Emil Brunner)의 자연 신학 논쟁이 발단이었다. 독일에서 오토 베버(Otto Weber)와 빌헬름 니젤, 노이저와 같은 신학자들이 연구했고, 네덜란드에서 스파이제커와 헤르만 셀더하위스, 영국에서 T.F. 토렌스와 데이비드 라이트, 미국에서 리차드 갬블, 존 헤셀링크, 리차드 멀러, 존 리스, 암스트롱과 같은 많은 학자가 전문 학술 연구집단을 형성했다. 세계칼뱅학회, 미국칼뱅학회, 한국칼빈학회 안에서 활발하게 연구를 진행하고 있다. 2009년 요한칼뱅탄생500주년을 맞이해서 칼뱅 신학 연구의 절정을 맞이하였다.

### 칼뱅신학의 방법과 통일성
칼뱅학자 존 H. 리스에 따르면  그의 신학은 일정한 방법들을 통해 통일성을 얻고 있다고 한다.
- 칼뱅의 모든 의식적 신학활동은 하나님의 계시로서의 성경의 권위 아래에 부속된다.
- 경험이 갖는 역할과 글을 쓸 때 그가 처한 상황의 구체성이다.
- 칼뱅의 신학은 이론적인 학문이 아니라 실천적인 학문이다.
- 신학의 업적은 단순 명료한 표현양식의 통일성을 가진다.

### 칼뱅의 신학적 관점
칼뱅의 사고를 지배하는 신학적 관점들과 기본적인 신학은 다음과 같다.
- 하나님의 초월성과 내재성의 관계시키는 방법
- 하나님의 절대 주권성
- 자연과 은혜를 종합적으로 보는 방법론, 창조주 하나님과 구속주 하나님에 대한 지식을 연관하는 방법
- 복음과 율법을 관련시켜고 칭의와 성화를 관련시키는 방법이다. 서론 분리시키지 않고 서로 다르고 혼동되어서는 안된다고 한다.
- 인간공동체를 하나님의 권위 아래 둔다.

## 칼뱅신학의 특징
그의 기독교 강요와 주석 그리고 설교와 논문에서 그의 신학적 특징을 찾아 볼 수 있다.

## 종교
장 칼뱅은 경건은 종교를 낳는다고 한다, (기독교강요, 1:2:1)  경건이란 하나님에 대한 경외와 하나님에 대한 사랑이 결합된 것이라고 한다. 순수하며 참된 종교는 하나님에 대한 엄숙한 두려움과 결합된 신앙이라고 한다. 여기서 두려움이란 자발적인 경외를 내포하고 있으며, 성경에 규정된 예배를 수반한다. (기독교강요, 1:2:2) 

## 성경관
칼뱅은 기독교 강요에서 우리의 지혜는 하나님을 아는 지식과 우리 자신을 아는 지식으로 구성되었다고 한다. 하나님을 아는 지식은 인간안에서 발견되지않고 이 세상을 관찰해서 발견되지 않는다고 한다. 그 지식을 얻는 유일한 방법은 성경을 연구하는 것이라고 한다. 칼뱅은 말하기를 창조주 하나님께 도달하기 위해서는 누구든지 그의 안내자요 선생으로서 성경이 필요하다고 한다.
그는 자신의 성경관을 그의 기독교 강요 1권 6장-12장에서 자세히 다루고 있다. 칼뱅은 루터의 전통을 더욱 발전시켜 모든 사람들의 삶의 영역에서 성경을 실천적으로 사용하는 일을 도왔다. 칼뱅에 따르면 성경은 하나님의 말씀으로 신학뿐만 아니라 하나님의 모든 통치 영역에서도 유일한 원리(라틴어: unicum principium)라고 한다. 루터의 사상을 따르는 칼뱅은 성경을 하나님의 말씀이라고 한다. 루터가 체험적인 신학을 실존적으로 주장한 반면 칼뱅은 자신의 신학의 원리로서 성경을 유일한 원리로 본다(라틴어: scriptura est unicum principium theologiae). 그는 참된 신학의 길은 성경을 아는 것이리고 한다. 칼뱅은 하나님의 성령으로부터 어떤 유익이나 은혜를 받기위하여 성경 읽기를 권한다. 칼뱅이 강조하는 것은 사상의 근원적인 원리를 성경에서 찾아야 한다는 것이다. 생각과 말에 대한 확실한 규칙(regula)을 성경에서 찾는 것, 마음속의 생각과 입에서 나오는 말이성경과 일치해야 하는 것을 주장한다.

#### 성경의 권위
종교개혁자들에 있어서 권위는 교회와 사제 그리고 교황에 반대한 성경이었다. 에벨링은 종교개혁의 귀중한 유산으로 sola scriptura을 말한다. 그들에게 있어서 성경의 권위는 새로운 역사를 변화시키는 귀중한 도구였다. 칼뱅은 성경의 권위를 존귀히 여기며 받아들이도록 우리의 마음을 준비해야 한다고 한다. 성경은 하늘로부터 기원했다라고 간주해야 한다고 한다. 거기서 말씀하시는 하나님의 명예를 떨어뜨려서는 안 된다고 한다. 오늘날 하나님의 성언이 매일 내려오지 않기 때문에 우리는 그의 진리를 영원히 보존하는 것이 그를 기쁘게 하는 것이라고 한다. 우리가 하나님의 말씀을 넘어가서는 안되는 근본적 신학적 근거는 우리가 가진 제한된 지식뿐만 아니라 부패된 이성을 가지고 있기에， 우리는 하나님의 말씀을 넘어가려는 교만으로 인해 참된 하나님의 교훈을 알지 못한다고 한다. 칼뱅은 우리가 말씀의 한계를 넘는 순간 바른 길을 벗어나 암흑 속으로 들어가기 때문이며， 거기서 반드시 헤매며 미끄러져 넘어진다는 것이다. 따라서 우리가 하나님의 말씀이 알려주는 것 이외의 것을 알려고 하는 것은 길 없는 황야를 걸어가려는 것이거나(욥 12:24 참조), 또는 어두운 데서 무엇을 보려고 하는 것 못지않게 어리석은 것이라고 한다.

#### 성경의 열쇠로서기독교 강요
칼뱅의 명작 기독교강요는 삼위 하나님을 아는 성경의 열쇠였으며， 성경을 가리켜 주는 칼뱅의 집게 손가락이었다.  어찌보면 강요에서 있어서 성경의 수많은 사용이 칼뱅을 성경의 신학자로서 존경받게 하였다. 성경은 칼뱅에게 있어서 그의 신학의 출발점이며 또한 신학이 궁극적으로 따라야 할 모델이 되기도 한다. 그는 모든 문제를 성경에서 시작하여 성경의 예를 찾았으며， 성경이 요구하는 방식대로 성경이 의도하는 가르침을 순수하게 탐구하였고 성경이 멈추는 곳에서 자신의 한계를 알고 겸손하게 떨었다. 그러므로 사람들은 그를 가리켜 성경의 신학자로 부른다. 성경은 그의 신학의 토대에 있어서， 신학의 방법에 있어서， 기독교의 모든 문제에 대한 궁극적 판단에 있어서 유일한 최고의 권위로서 받아드려 졌다. 칼뱅은 우리가 하나님에 대한 모든 것을 탐구할 때에 주의 말씀만이 우리를 인도할 수 있는 유일한 길이며， 우리가 주께 대하여 보아야 할 모든 것을 보려고 할 때에 우리의 눈을 비추어 주는 유일한 빛은 오직 주의 말씀뿐이라는 사실을 알아야 한다고 주장한다.

#### 하나님을 아는 수단으로서 성경
성경은 바로 하나님을 알아가는 수단이며 규칙이 되기 때문이다. 성경은 하나님의 입에서 나오는 하늘 교훈이다. 하나님의 말씀은 하나님의 자녀들을 가르치는 학교라고 한다. 성경은 필요하고 유익한 지식은 하나도 빠뜨리지 않는 동시에 유익한 지식이 아니면 아무것도 가르치지 않는 성령의 학교라고 한다. 칼뱅은 우리가 하나님의 말씀에 순종하는 성경의 제자가 먼저 되어야 한다고 한다. 그는 인간들이 하늘이나 땅에 보여진 자연 계시를 통하여 하나님을 알 수 없기 때문에 말씀을 가리켜 하나님의 자녀들을 가르치는 학교로 삼으셨다고 했다. 하나님의 백성들은 성경의 학생으로 말씀을 통하여 하나님을 배우고， 순종하며 경외하게 된다고 한다. 칼뱅은 말하기를 누구든지 성경의 제자가 되지 아니하면 참되고 건전한 교리를 조금도 얻을 수 없다고 한다. 칼뱅은 성령은 우리의 내적 교사라고 말한다. 우리는 성령을 우리의 교사로 모시면서， 하나님의 자녀의 학교인 성경 안에서， 성령의 제자가 되며 성경의 제자가 되어야 할 것이다.
칼뱅에 의하면 성경은 안경의 역할처럼 창조주 하나님을 분명하게 보여 준다. 하나님에 대한 지식을 제공해 주며， 어리석음을 제하여 주고， 참 하나님을 보여 준다고 한다. 부패한 우리 인간의 마음은 그 연약함으로 인해서 오직 하나님의 거룩한 말씀의 도움이 없는 한 도저히 하나님께 다가올 수가 없다고 한다.

#### 성경의 중심인 예수 그리스도
또한 성경은 우리로 하여금 구원자 예수 그리스도를 알려 주는 책이다. 성경은 그리스도를 중보자로 삼는 신앙과 회개의 특수한 교리가 있는 하나님의 말씀으로 말한다. 요한복음 5장 39절의 주석에서 칼뱅은 그리스도에 대한 지식은 성경 이외에 알 수 없다고 하고， 우리는 그리스도를 발견할 명확한 목적을 가지고 성경을 읽어야 한다고 한다.

#### 성경과 신학탐구
칼뱅은 신학은 탐구하는 자의 의무는 귀를 즐겁게 하는 자가 아니며， 진실하며， 확실하고 유익한 것을 가르침으로써 우리의 양심을 강화시키는 것이라고 한다. 이런 사람은 하나님을 기뻐하는 자며， 성령님에 의해 인도함을 받는자이다. 성령께서 우리에게 성경 속에 하나님의 위엄이라는 확실한 능력이 살아서 호흡하고 있는 느끼게 하고， 바로 이 힘에 의해서 우리는 의식적으로 또 자발적으로 이끌리고 자극되어 하나님께 순종하되， 어떤 인간의 의지나 지식에 의한 것보다 더 생생하고 더 효과적으로 하나님께 순종하게 된다고 한다.

성경과 해석
해석학적인 특징 (scriptura sui ipsius interpres)
중세 4중적 해석을 거부함, 루터의 해석에서도 알레고적 해석이 오용됨
칼빈은 성경의 교사로서 말씀의 해석자로 사명
에벨링, 베스마르와 같은 신학자들은 신학은 성경해석의 역사라고 한다. 
* 성경은 성경으로 해석(scriptura sui ipsius interpres)
성경의 권위와 명료성에서 나왔다. 그가 사용한 성경적 해석원리는 간결성과 용이성에서 절정에 이른다.
쯔빙글리와 칼빈, 불링거. 웨스트민스터 신앙 고백서 등.

*역사적 문법적 해석
성경 본문에서 성경 저자의 원래의 의도된 의미를 발견하기 위하여 성경본문의 기록된 시대적 배경과, 본문의 문법적 구조를 살펴서 해석하는 방법이다. 중세의 4중적해석을 단절하고 에라무스가 최초로 본문비평을 시도했다. 루터는 에라스무스의 영향을 받고 로마서, 시편, 히브리서의 강해를 칼빈은 더욱더 세밀하게 본문의 이 방식으로 해석하였다. 

* 성령의 내적 조명(testimonium spirtus sancti internum)
성령의 역사를 말씀함께 강조한다. 성령님의 활동하실수 있는 여지 남겨야 한다. 그 렇지 않으면 문자적이고 교리적이 될수 있다.(하워드 L. 라이스, 개혁주의 영성, 129)
말씀은 객관적 요소를 공급하고 성령은 주관적 요소를 공급한다.
해석에 있어서 성령의 조명을 통한 해석을 주장한다. 성령님은 우리에게 말씀의  의미와 생명력을 공급하신다.

#### 성경과 한국교회
한 세기가 막 지난 한국교회가 이제 무너지기 시작하고 있는 이 시점에서 최근 한국교회가 세속화를 벗어나 성경으로 돌아가야 할 것을 선언하고 이런 방향으로 연구가 진행되는 것은 하나의 소중한 희망이다. 하나님의 말씀은 한국교회가 가는 길의 등불이요， 성경 말씀은 한국 사회의 어두움을 몰아내고 새로운 지평을 열어주는 햇빛이다. 칼뱅이 우리에게 주는 교훈은 성경을 오늘날 우리에게 말씀하시는 하나님의 살아있는 음성으로 듣고， 순종하며， 칼뱅이 사용했던 성경적 원리들에 기초하여 우리의 신학의 원리들을 발전시켜야 한다는 것이다. 성경없는 칼뱅은 존재하지 않으며， 성경에 대한 존중을 말하지 않은 칼뱅은 존재하지 않는다. 

## 하나님
칼뱅학자 신복윤에 따르면 칼뱅은 삼위일체 하나님 중심의 신학을 철저하게 준행하였다고 한다. 칼뱅은  『기독교 강요』 1권에서 삼위일체 하나님의 창조와 섭리를 말한다. 그는 예수 그리스도와 성경을 떠나서 다만 우주와 인간 자신을 통해서도 인간이 창조주 하나님을 어느 정도 알 수 있다고 주장한다. 칼뱅은 신의식 즉 인간이 신(神)이 존재한다는 의식은 태어나면서부터 모든 사람들에게 자연적으로 주어져서 골수에까지 깊이 새겨져 있다고 말한다. 그러나 인간은 자연계시에 의해서만은 구원을 얻는 신(神)지식이나 구원의 신앙을 가질 수 없다고 한다. 하나님께서는 우주의 가장 아름다운 모습에 새겨진 그의 형상으로 충분치 못할 것을 미리 아셨기 때문에 모든 사람들을 위하여 ‘말씀’의 도움을 마련해 주셨다”고 한다. 칼뱅은 창조주 하나님이 창조물을 통해서 하나님의 인자, 선, 자비, 공의, 심판, 진리가 열거되고 있다고 하며, 특히 자비와 심판과 공의를 강조한다. 자비는 인간의 모든 구원은 하나님의 자비에 달려 있으며, 심판은 악을 행하는 자들에게 날마다 시행되며, 공의로서 신자들이 보존되며 가장 자애롭게 양육된다고 말한다. 칼뱅은 하나님에 대한 신앙, 사랑, 경건이 바로 참다운 신인식의 내용을 구축한다. 그는 경외와 사랑의 결합된 경외심을 ‘경건’이라 부르는데 “이 경외와 사랑은 하나님께서 우리에게 베푸시는 은혜를 생각할 때 일어나는 것이다” 고 말한다. 칼뱅은 삼위일체에 대해서 “우리는 하나님이라는 이름으로 유일하고 단일하신 본체를 이해하고, 이 본체 안에 세 위격 혹은 인격이 존재한다는 것을 이해하는 것이다. 하나님의 이름은 성부, 성자, 성령을 가리키는 것이며 성자께서 성부와 결합된 곳에서 성부와 성자 사이의 관계가 이루어지므로 위격 사이를 구별해야 한다”고 말한다. 하나님의 섭리는 과거뿐만 아니라 미래에도 관계한다. 만물 안에 있는 결정적 원리가 하나님의 섭리에 의해서 움직여지지만,이 하나님의 섭리는 때로는 매개자를 통하여 때로는 매개자 없이(기적혹은 이적) 그리고 때로는 모든 매개자에 역행하여 일어난다. 칼뱅은 하나님의 섭리가 인류 전체 위에 나타나지만 그의 교회를 위해서는 특별하다고 역설한다. 하나님의 전능하신 능력과 항상 존재하는 능력은 하늘과 땅 그리고 그 가운데 있는 모든 것을 보존하신다. 마치 하나님이 그의 손으로 붙들고 계시는 것처럼 이 하나님의 손길에 의하여 나무, 풀, 음식, 건강과 병, 부와 가난 등 모든 사건을 통치하시고, 보존하시고, 협력하시는 사역 즉 섭리하신다고 한다.

## 칼뱅의 삼위일체론
최윤배박사의 글을 소개한다. 칼뱅의 '기독교 강요' 최종판(1559)의 제1권 '창조주에 대한 인식'에는 그의 신론이 전개된다. 기독교 강요의 제1권은 18장으로 구성돼 있다. 칼뱅은 제1장부터 12장까지는 신 인식론과 계시론은, 제13장은 삼위일체론을, 제14장과 15장은 창조론을, 제16장부터 18장까지는 섭리론을 취급하고 있다.
특히 칼뱅은 제1권 제13장의 제목을 "우리는 세 위격들을 포함하고 있는 하나님의 한 본체가 있다는 사실을 성경 속에서 가르침을 받는다"로 붙였다. 삼위일체론을 본격적으로 논의하기 전에 칼뱅은 먼저 성경이 가르치는 하나님의 중요한 두 가지 본질로서 하나님의 무한성과 영성을 특별히 강조하면서 하나님의 불가해성 및 초월성과 내재성을 언급하는 가운데, 범신론, 마니교의 이원론, 신인동형동성론을 비판하고, 성경에 나타난 하나님의 계시방법으로서 높은 곳에 계시는 하나님의 적응 사상을 소개한다.
칼뱅이 삼위일체론은 반삼위일체론자들, 특히 세르베투스를 통해서 발전됐지만 그의 삼위일체론은 근본적으로 그의 초기부터 말기까지 일관성을 유지하고 있다. 그는 초기에는 삼위일체론의 신학 용어를 중심으로 까롤리와 논쟁했고, 그의 후기에는 주로 세르베투스와의 논쟁을 통해서 어느 종교개혁자들보다도 삼위일체론에 더 많은 관심을 가졌다.
칼뱅은 올바른 고대교회의 전통과 성경을 근거로 삼위일체 하나님의 한 본질, 세 인(위)격들을 주장한다. 칼뱅은 "내가 인(위)격(persona)이라고 부르는 것은 하나님의 본질(essentia) 안의 실재를 의미한다. 그것은 다른 실재와 관계를 가지고 있는 동시에 전달할 수 없는 고유성을 통해서 구별된다"고 말한다.
또한 칼뱅은 각 인(위)격, 곧 실재(subsistentia)가 갖고 있는 고유성의 내용에 대해 "그럼에도 불구하고 성경에 표현되어 있는 그 구별에 대해 묵과하는 것은 온당치 못하다. 성경이 말하는 구별은 다음과 같다. 곧, 성부는 일의 시초가 되시고 만물의 기초와 원천이 되시며, 성자는 지혜요 계획이시며 만물을 질서 있게 배열하시는 분이라고 하였으며, 그러나 성령은 그와 같은 모든 행동의 능력과 효력이 돌려지고 있는 것을 보게 된다"고 했다.
결국 칼뱅의 경우, 성부와 성자, 성령 각각의 인(위)격은 하나님의 본질과 함께 다른 인(위)격이 갖고 있지 않고, 다른 인(위)격에게 양도할 수 없는 자신의 '유일한 고유성'을 갖고 있다.
칼뱅은 삼위일체의 삼위성을 무시하거나 희생시킨 사벨리우스를 중심한 양태론을 비판할 뿐만 아니라 삼위일체의 일체성을 무시하거나 희생시킨 아리우스를 비롯한 종속론을 비판했다. 그는 삼위일체의 일체성을 확보하기 위해 하나님의 한 본질을 강하게 주장하고, 성부와 성자, 성령 각 인(위)격에 공통적으로 신성과 자존성을 부여하고, '본질수여자'(essentiator) 되심을 인정하고, "한 하나님과 한 신앙과 한 세례의 세 가지"를 신앙경험과 교회예전 차원에서 상호 인과적으로 관계시킴으로써 삼신론이나 종속론을 반대할 수 있었다.
동시에 칼뱅은 삼위일체의 삼위성을 확보하기 위해 다른 인(위)격에도 양도할 수 없고, 각 인(위)격만이 갖는 고유성을 통해서 차별화되는 삼위의 구별성을 강조함으로써 양태론을 반박할 수 있었다.
박경수 박사(장신대)는 칼뱅의 '관계의 삼위일체론'에 대해 심도 있게 논증하기도 했다. 그에 따르면 칼뱅은 삼위의 구별과 상호 관계에 집중하기 전에 먼저 성자와 성령의 신성을 증명하고자 한다. 칼뱅은 말씀이신 그리스도의 위격과 사역을 통해 그리스도의 신성을 논증한 뒤, 곧 이어서 성령의 사역과 위격을 통해 성령의 신성을 증명한다.
칼뱅은 성부와 성자와 성령 사이의 관계에서는 '확실한 구별', 즉 "구별이지, 분리가 아니다"라는 사실을 분명하게 주장한다. 칼뱅은 아들이 아버지와 구별되며, 또한 아들이 성령과 구별됨을 성경 구절들을 통해 논증한다.
칼뱅은 삼위 사이의 구별을 소위 삼위일체의 흔적을 통해서 증명하려는 어떤 '존재유비'의 시도도 전적으로 거부하면서도 성경이 계시하고 있는 삼위 사이의 구별을 묵과하는 것은 올바른 자세가 아니라고 말한다. 칼뱅에 의하면 본질이 아니라 질서와 경륜의 관점에서 삼위 간의 순서의 차이에 대한 설명은 의미가 있고 필요한 것이다.
칼뱅은 "왜냐하면 각 인간의 마음은 아버지를 먼저 생각하고, 그 다음에 그로부터 나온 지혜를, 다음에 그 계획의 작정을 수행하시는 능력에 대해 생각하고 싶어하기 때문이다. 이런 이유로 아들은 오직 아버지로부터만 나오고, 영(성령)은 아버지와 아들로부터 동시에 나온다"고 말하고 있다.
칼뱅은 삼위 간의 구별은 하나님의 일체성과 모순되기는커녕 도리어 하나님의 일체성을 증명한다. 그는 삼위성과 일체성의 밀접한 관계를 더욱 강조하기 위해 아우구스티누스이 말을 직접 인용한다. 칼뱅은 "그리스도는 자신과의 관계에서 하나님으로 불리시고, 아버지와의 관계에서 아들로 불리신다. 또한 아버지는 자신과의 관계에서 하나님으로 불리시고, 아들과의 관게에서 아버지로 불리신다. 그가 아들과의 관계에서 아버지로 불리시는 한, 그는 아들이 아니시며, 그가 아버지와의 관계에서 아들로 불리시는 한, 그는 아버지가 아니시다. 그가 자신과의 관계에서 아버지로 불리시고, 그리고 그가 자신과의 관계에서 아들로 불리시는 한, 그는 동일한 하나님이시다"라고 말한다.
칼뱅의 삼위일체론, 특히 관계적 삼위일체론은 21세기 오늘날에도 여러 가지 측면에서 우리에게 유익하다. 첫째, 칼뱅의 삼위일체론은 성서주석적으로 우리에게 유익하다. 그는 이미 기독교 강요(1536) 초판에서 삼위일체론의 근거가 성경에 분명히 있다고 주장한다. 그는 "이스라엘은 '우리 하나님 여호와는 오직 한 분이신 여호와'라고 말했다. 성경이 아버지가 하나님이시고, 아들이 하나님이시고, 그리고 성령이 하나님이시라고 주장할 때, 동일한 성경이 어떤 불명료한 주장도 하고 있지 않다"고 주장한다.
둘째, 칼뱅의 삼위일체론은 교회사적으로 그리고 교회연합적으로 우리에게 유익하다. 비록 칼뱅은 고대 교부들의 주장들과 고대 에큐메니칼 신조들조차도 성경주석적 관점에서 비평적으로 고찰했지만 고대 교부들의 주장들과 에큐메니칼 신조들이 성경에 일치하는 한, 고대 교회 전통들을 존중하고 발전시켰으며, 특별히 서방교회 교부의 문헌이나 동방 교부의 문헌을 편식하지 않고, 공히 수용함으로써 에큐메니칼 정신을 발휘했다.
셋째, 칼뱅의 삼위일체론은 교회론적으로 우리에게 유익하다. 칼뱅은 삼위일체 하나님과 교회의 믿음과 교회의 세례를 밀접하게 결부시킨다. 칼뱅은 "우리는 오직 한 가지 증거만을 제시하고자 한다. 그러나 이 한 가지는 천 가지와 동일하다. 바울은 하나님과 믿음과 세례, 이 세 가지를 밀접하게 연결시킴으로써 이 하나로부터 다른 것으로 추론해 갈 수 있게 한다(엡 4장). 한 믿음이 있기 때문에 이 사실로부터 하나님도 한 분이라는 것을 증명할 수 있고, 세례가 하나이기 때문에 이 사실은 믿음이 하나인 것을 보여준다"고 강조했다. 기독교 역사에서 세례의 실천이 중단된 적은 없을 것이다. 세례는 교회에서 성부, 성자, 성령의 이름으로 베풀어져왔고, 베풀어지고 있다.
넷째, 칼뱅의 삼위일체론은 구원론적으로 우리에게 유익하다. 박경수 박사는 "칼뱅에게 있어서 삼위일체 교리는 사색을 위한 이론이 아니라 구원과 직접적으로 관계된 것이기 때문에 중요했다... 그에게 있어서 삼위일체 교리는 구원과 그리스도인의 삶과 연관된 실천적 교리였다"고 주장했다.
다섯째, 칼뱅의 삼위일체론은 무엇보다도 사회적, 공동체적 유익을 우리에게 준다. 최근 몰트만을 비롯해 '사회적 삼위일체론'에 대한 논의는 이미 보편화된 상황이다. 오늘날 특별히 다양하고도 복잡한 사회적, 공동체적 관계들이 생겨나고 있다. 그러나 안타깝게도 인간과 인간 사이 관계, 인간과 다른 피조물들 사이의 관계 속에서 갈등과 불화와 불통과 억압, 종속이 더욱 심화되고 있다. 일체성이 없는 다양성은 상호 분열을 초래할 수 있고, 다양성이 없는 일체성은 획일주의로 전락할 수 있다.
이 두 경우에 인격적인 관계나 교제나 소통이 잘 이루어질 수 없다. 삼위와 일체로 계시는 하나님은 삼위 간에 가장 인격적인 교제와 소통의 관계를 가지신다. 삼위의 관계 속에 계시는 하나님은 모든 피조물들과의 관계를 유지하시기를 원하신다. 관계적 삼위일체 하나님을 믿는 그리스도인과 교회는 하나님과 피조물의 관계, 그리고 피조물과 피조물 사이의 관계, 특별히 교회 안에서의 성도의 교제를 촉진시켜야 할 큰 사명에로 부름을 받고 있다.

## 창조론과 섭리론
그의 기독교 강요에 하나님의 섭리에 대한 견해를 다음과 같이 말한다. "하나님의 능력에 의해서 하나님은 그가 만드신 세계를 보존하시고 인도하시며, 그의 섭리에 의해서 개인적인 모든것들을 다스리신다."; "인간은 왜 하나님이 어떤 특별한 행동을 하시는지 완전하게 이해하지 못한다. 인간이 행동하는 선이나 악이나  인간의 노력은 결과적으로 하나님의 의지와 판단을 하시게 한다."
박해경 박사의 글을 소개한다. 칼뱅은 그의 신론이라 할 수 있는 기독교강요 1권에서 별도의 신적작정론(Doctrine of Divine Decrees)이나 예정론(Predestination)을 다루지 않는다. 예정론은 오히려 구원론인 3권에서 후반부(III. 21-24)에서 논하였고, 작정론은 독립적인 부분으로 논하지 않은 채 여기저기서 하나님의 절대적 의지와 주권을 믿는 신앙적 배경을 통해서 각 논술 속에 스며들어 있는 것을 볼 수 있다. 에른스트 트뢸취(E. Troeltsch)는 칼뱅이 하나님의 특성을 절대적 주권적 의지로 표현하려고 노력했다고 보았고 이것은 하나님의 주권적 섭리에 대한 전형적인 하나님 중심적 해석이다.
헌터(Hunter) 역시 칼뱅에게 있어서는 모든 교리가 신론 위에 건설되었으며, 칼뱅의 사상은 모든 것이 하나님에 대한 생각으로 지배된다고 주장하였다. 하나님의 선하심과 지혜와 전능하심은 그의 신학의 선결조건이었다. 칼뱅의 중심 사상은 하나님의 주권에 대한 신학이라고 헌터는 단정한다. 하나님의 절대적인 의지와 하나님의 기쁘신 뜻이 칼뱅이 그의 모든 신학 영역에 적용시키는 원리라는 것이다. 여기에 기초하여 헌터는 칼뱅이 예정론과 섭리론을 처음에는 묶어서 취급했으며(강요의 초판과 2판에서) 나중에 별도로 다루었으나 양자가 하나님의 주권교리에 속한다는 것을 말하고 있다. 예정론은 개개인 인간의 궁극적 운명에 대한 하나님과의 관련성을 다루는 것이며, 섭리론은 지금 여기서 인간에 대한 하나님의 처분에 관하여 다루는 교리라고 한다. 그것은 신적작정(Divine Decrees)의 경험적 차원이다.
섭리는 하나님과 세계의 관계를 더 상세하게 취급하며, 예정이 영원한 운명에 초점을 두나 섭리는 영원한 작정과 최후의 심판까지의 모든 사건들의 연관 속에서 크고 작은 일들과 그것들의 연계성까지도 살핀다. 하나님은 일어날 모든 일을 다 아시며, 그의 목적에 부합하도록 이런 일들이 발생하도록 하시며 그의 목적대로 되도록 인도하신다. 단지 미리 보시기만 하는 것이 아니라 그렇게 되도록 결정하신 것이다. 그런 일들이 일어나도록 그가 정하셨기 때문에 그는 미리 아시는 것이다. 모든 사건, 사고(생각), 감정, 감동까지도 직접적으로 하나님의 의지에 귀착되는 것이다. 이와 같이 하나님의 섭리는 절대적인 하나님의 주권과 그의 작정의 교리에서 나오는 파생적 교리라고 할 수 있으므로 하나님 중심적 해석은 합당한 것이며, 대다수의 정통신학자들도 그렇게 이해하고 있다.
그런데 현대신학에 와서 하나님의 주권이나 예정과 신적작정을 무시하고 인간의 의지와 자율성을 강조하여 정통 칼뱅주의 신학을 경원하면서 이로부터 떠나는 사례가 많아지고 있다. 칼뱅을 비판하는 많은 학자들은 에리히 프롬(Erich Fromm)의 견해에 동조하여 칼뱅의 하나님은 비록 사랑과 공의에 대한 관념을 보존하려고 하는 시도는 하고 있으나 사실은 사랑이나 공의가 전혀 없는 폭군의 모습만이 나타나고 있다고 비난한다. 그래서 섭리론에 대해서도 하나님 중심적이 아닌 새로운 해석들이 많이 나타났다. 니이젤은 그리스도 및 교회 중심적으로 해석하여 하나님은 그리스도 자신에 의해 만물을 통치하시고, 이 세상에서 교회를 지도하고 유지하기 원하여서 자연과 역사의 운행을 인도하신다는 것이다. 그에 의하면 칼뱅의 섭리론에서 교회는 참으로 하나님의 섭리의 실제적 대상이다. 이 논제 속에서 창조와 섭리에 대한 칼뱅의 가르침은 예수 그리스도 안에 나타난 하나님의 계시에 집중되어 있음이 분명히 인식된다. 교회는 그리스도의 몸이기 때문이다. 니이젤은 바르트의 영향을 받아서 섭리론도 기독론적으로 또한 계시론적으로 이해하려고 하였다.
바빙크(Herman Bavinck)는 철저한 칼뱅주의자이면서도 특별섭리 보다는 일반섭리를 많이 강조하였고, 챨스 파티(C. Partee)는 칼뱅의 주된 관심이 특별섭리라고 하였으며, 부스마(W. Bousma)는 칼뱅이 스콜라적 미로와 인문주의적 심연을 동시에 두려워하여 하나님의 섭리를 주장했다고 한다. 한편 도위(Dowey)는 칼뱅의 섭리론을 다루는 책은 아니었으나 그의 신지식론에서 칼뱅이 신앙으로부터 예정을 보고 예정으로부터 섭리를 보았다고 주장하였다. 파커(Parker)는 칼뱅의 섭리 개념에서 신적 원인과 지상적 결과 사이의 관계에 대한 형이상학적 문제들에 관심을 두지 않았다고 한다.
최근에 슈라이너(Schreiner)는 섭리론을 보다 상세하게 연구하였는데, 거기서 그녀는 보하텍(J. Bohatec) 이전의 학자들은 칼뱅의 섭리론을 칼뱅의 전체 체계 속에서만 다루었지 다른 교리들과 별도로 취급하지 못했다고 하였다. 슈라이너는 보하텍이 예정론은 칼뱅의 중심 교리이지만 교리의 출발점은 아니라고 했다는 사실에 착안한다. 보하텍에 의하면 섭리 교리는 “뿌리와 같은 교리”(Stammlehre)이다. 왜냐하면 그 안에서 우리가 예정, 율법, 그리스도의 사역, 은혜의 수단에 대한 전제들을 발견하기 때문이라는 것이다. 여기서 슈라이너는 섭리론을 예정이나 그리스도의 사역이라는 관점이 아니라 창조의 관점에서 볼 때 그것을 근본 교리로서 생각할 수 있다고 주장한다. 그녀의 책에서 칼뱅의 신학을 지나치게 창조에 집착하여 논하는 경향을 많이 볼 수 있다. 파커가 구속자로서의 지식에 편중하였다면 슈라이너는 창조자체의 중요성에 대한 지식에로 기울어지고 있음을 알 수 있다.
그러나 섭리론을 칼뱅 자신이 중요하게 논한 것은 그의 교리 서술 방식의 하나인 교리의 신앙적 유익 때문으로 보는 것이 더 타당한 견해가 아닌가 생각한다. 예정론과 마찬가지로 칼뱅은 교리가 가지고 있는 내용적인 중요성과 더불어 그 교리가 부여하는 영적, 신앙적 유익과 교회의 교화를 위한 목회적 배려에 더 많은 관심을 두었다고 보는 것이 이상에서 논한 여러 학자들의 주장에서 제시되지 못한 중요한 요소라고 보아야 할 것이다. 그러므로 하나님 중심적 해석과 그러한 신본주의 “신앙”을 일으키기 위한 교리로서 해석하는 섭리론이라야 칼뱅 신학에 대한 올바른 견해라고 생각된다.
그리고 창조와 섭리를 하나의 교리로서 묶어서 생각하는 것이 필요하다. 두 교리는 구별은 되나 분리되어서는 안 된다. 칼뱅은 그의 섭리론을 전개할 때에 과거의 신학자들과 마찬가지로 하나님은 “무에서”(ex nihilo) 창조하셨으며, 창조한 세상을 그의 능력으로 보존하시고, 개개의 피조물을 다스린다고 한다. 하나님은 순간적으로 창조 사역을 마쳐버리시고 쉬는 분이 아니다. 칼뱅에 의하면 하나님의 창조와 섭리는 불가분리적으로 묶여 있다. 칼뱅은 그의 섭리론을 말하기 시작하는 그 첫 페이지 제목 부분부터 창조와 섭리를 하나로 묶어서 논하고 있다. “하나님은 자신이 창조하신 세상을 그의 섭리로서 돌보시고, 보호하시며 각 부분들을 다스리신다.”(Deum sua virtute mundum a se conditum fovere ac tueri, et singulas eius partes sua providentia regere). 그리고 본문의 처음부분에서도 다시 강조한다. 만약 하나님이 창조 사역을 단번에 완성하신 순간적인 창조자(mometaneum creatorem)라면 그런 생각은 차갑고 황량한 생각일 것이며, 우리는 특히 우주의 시작에 있어서와 마찬가지로 그것의 계속적인 상태에 있어서도 하나님의 권능의 현현이 빛나고 있음을 보고 있다는 점에서 속된 사람들과는 달라야 할 것이라는 것이다.
칼뱅은 섭리론을 말하면서 이성과 신앙의 명백한 차이를 지적한다. 이성은 기껏해야 창조 자체에서 머물고 만다는 것이다. 불경한 자들도 땅과 하늘을 바라봄으로써 그들의 마음(지성)을 창조자께로 들어 올릴 수밖에 없으나 신앙은 이보다 더 깊이 나아간다. 육체적 감각은 하나님의 창조에 나타난 그의 권능에 부딪히면 거기에 멈출 뿐이다. 기껏해야 창조자의 지혜와 능력과 선하심을 숙고하고 명상할 뿐이다. 그것은 운동력의 근원이 되는 어떤 일반적인 보존과 지배의 활동력만을 생각한다. 하나님과 그의 손길이 아니라 그 에너지만을 생각한다는 것이다.
그러나 신앙은 이보다 더 나아가서 하나님을 창조자로서 뿐만 아니라 영원한 통치자이며, 보존자라는 데까지 이르러야 한다. 즉 하나님은 창조자이면서 동시에 섭리자로서 “하늘의 체계”(혹은 구체, Orbis machinam, 세계의 구조=mundi machina)뿐 아니라 그것의 여러 부분들을 우주적인 운동에 따라서 움직이게 하시고, 그가 만드신 모든 것은 가장 보잘것없는 참새 한 마리까지도 보존하시고, 양육하시며, 돌보신다는 점에서 그러하다.
그래서 칼뱅은 시 33:6과 13을 연결해서 창조와 섭리의 하나되는 연결고리를 다윗의 입을 통하여 주시는 하나님의 진리로 이해했다. “여호와의 말씀으로 하늘이 지음이 되었으며 그 만상이 그 입 기운으로 이루었도다. 여호와께서 하늘에서 감찰하사 모든 인생을 보심이여.” 이 두 구절을 묶어서 생각하여 본다면 하나님이 세계의 창조자이시므로 세상 만사를 돌보신다는 것이 가능하고, 하나님이 그의 피조물을 돌보시기 때문에 세계가 하나님에 의하여 창조되었다는 사실에 수긍이 갈 수 있다는 것이다. 요컨대 섭리론에서 우리가 반드시 유의해서 알아두어야 할 사항은 창조에서 멈추는 자들은 하나님의 아버지로서의 은총을 알려주는 그 특별하신 돌보심을 전혀 맛보지 못한 자들이라는 것이다. 그러므로 이신론(理神論)은 하나님의 창조에서 멈추는 사상이기에 배척되어야 하고, 웨슬레가 말한 바와 같이 종교적 상태에 있어서 가장 나쁠 수도 있다. 우리의 신앙에 있어서 성경적인 바른 관점을 확립하기 위해서 창조자와 섭리자를 한 분 하나님으로 믿는 것이 필요하다. 창조자와 구속자 하나님이 한 분 하나님이시듯 창조자와 섭리자도 한 분이시다. 그런 의미에서 우리의 믿음은 “하나”라고 하는 뜻이 더 확실하게 되는데, 하나님이 한 분이시며, 그의 창조사역, 섭리사역, 구속사역, 심판사역이 모두 하나의 작정에서 나오고, 하나의 의지에서 나왔으며, 한 분 하나님의 지혜와 능력에서 이루어지는 것임을 믿는 “하나의 신앙”이 우리에게 요구되는 것이라고 할 수 있다.

## 인간론
기독교강요 1권 5장에서 칼뱅은 인간은 그가 가진 종교성으로 인해 하나님을 추구하게 되어있다고 한다. 그러나 하나님의 형상을 가졌던 인간은 완전히 타락하였으므로 하나님을 바르게 찾아갈 수 없으며, 오히려 인간 스스로의 무지로 인해 온갖 우상과 미신을 고안해내고 있다. 하나님으로 인해 창조된 만물이 하나님의 영광을 드러냄에도 불구하고 인간은 이를 통해 하나님을 바르게 인식할 수 있는 이성이 없으니 이것이야말로 타락한 인간의 모습인 것이다. 칼뱅은 인간이 타락으로 인해 스스로 하나님께 나아갈 수 없음을 강조하였다. 인간 존재의 비참함을 깊이 인식함으로 인해 하나님의 은혜를 구하는 자리로 우리를 이끌어준다. 인간은 죄의 영향으로 자유의지는 참된 선을 행할 수 없다고 한다. 성령의 역사로 회심한 거듭난 인간은 하나님과 바른 삶을 살아가는 존재라고 한다.
칼뱅의 인간을 하나님과 관계에서 보면서 전적으로 부패인간 그리고 죄로 인한 구원에서의 자유의지의 상실 그리고 구원은 하나님의 은총에 의해서 이루어진다고 본다.

## 기독론
그리스도의 인격과 사역에 대한 칼뱅의 개념은 창조와 구원사에서 하나님의 자기 계시, 예수 그리스도의 자기 폭로, 그리고 하나님과 우리 자신을 아는 지식에 의해 형성되었다. 율법과 복음 안에서 예수께서 자기 계시를 드러낸 것은 오직 우리가 죄인이라는 것을 아는 지식과 관련되어서 이해된다. 예수 그리스도의 삼중직을 칼뱅은 강조한다.
박해경 박사는 다음과 같이 설명한다.
기독론이란 예수 그리스도가 누구시며, 어떤 일을 하셨는가를 연구하는 교리학의 한 분과이다. 정통 기독교 교리학에서는 공동신조， 즉 사도신조， 니케아 신조， 아다나시우스 신조， 칼케돈 신조 등을 위시하여 웨스트민스터 신조， 스코틀랜드 신조， 벨직 신조， 하이델베르크 요리문답 등에 고백된 기독론의 결론을 그대로 받아들인다.
그러나 근대 이후 자유주의 신학이 등장하면서부터 교리학은 정통신앙의 내용들이 부정되고 위협받게 되었는데 그 가운데서도 기독론이 가장 큰 타격을 받았다고 할 수 있다. 고대로부터 이미 기독론의 이단들이 많았는데， 인간의 이성을 계시보다 우위에 두는 자유주의 신학이 득세하던 18세기 말과 19세기에서는 본격적으로 그리스도의 신성과 선재 및 성육신 부활 승천 재림 등의 교리를 부인하는 일이 흔해지게 되었다.
가장 유명한 경우가 바로 알버트 슈바이처(A. Schweitzer)가 주장한 소위 '철저종말론'에서 핵심으로 제시되는 바 정신착란에 빠진 예수 그리스도를 묘사하고 있는 것이다. 슈바이처는 예수그리스도가 스스로 메시야라고 믿고， 자신이 죽어야 하나님 나라와 종말이 이루어지리라고 착각하여 고의적으로 제사장들을 충동시켜 죽음을 자초했다는 주장을 하였다.
이외에도 쉴라이에르마허(F. Schleiermacher)나 리츨(A. Ritschl). 하르낙(A. Harnack) 등도 정통기독론을 부인하고 저들 나름대로의 새 기독론을 세웠으며， 20세기에 이르러 바르트(K. Barth)， 부르너(E. Brunner) 등도 역사적 신조들을 부인하는 새로운 기독론을 주장하였다. 바르트는 모든 교리를 그리스도로 통일하였고， 그리스도를 신인식의 유일한 수단으로 보는 계시신학을 주장했으나 그가 말하는 그리스도는 하나의 인식통로로서의 신학개념이지 살아계신 그리스도라고 하기는 어렵다. 부르너는 더 온건하지만 그리스도의 성육신을 부인함으로써 결정적인 오류를 드러내고 말았다. 현대신학에 와서는 이보다 더 과격한 자유주의 기독론들이 많아서 일일이 열거할 수 없고， 이러한 잘못된 기독론은 서양 교회를 쇠퇴하게 만들고， 신앙을 무너뜨리는 역할을 하였음을 분명히 지적할 수 있다. 따라서 우리가 정통 신학을 세우고， 교회를 살리며， 신자들의 신앙을 강화하는데 있어서 칼뱅의 기독론을 살펴보는 일은 대단히 중요하다고 본다.
칼뱅은 역사적 정통교회가 고백하여 온 신조들의 결론을 그대로 받고， 또한 어거스틴을 비롯한 교부들의 신학을 존중하면서 보다 더 성경적으로 탁월한 기독론을 세웠다. 그의 주저인 '기독교강요'에 보면 제2권에서 기독론을 다루고 있는데， 예수 그리스도의 위격론(12-14장)， 직무론(15장)， 상태론(16-17장) 순서로 취급한다. 그런데 그리스도에 관하여 서술하기 전에 먼저 인간의 죄문제(1-5장)를 심각하게 서술하는 것을 본다. 그리고 신구약의 일치점과 차이점(10-11장) 및 율법과 십계명(7-9장)을 논하면서 타락한 인간은 그리스도 안에서 구속을 논해야 한다고(6장) 강조하고， 성경의 목적은 그리스도를 믿어 영생을 얻게 하려는 것이라는 요한복음 20장 30절의 말씀을 그대로 따르고 있다.
원래 기독교강요 자체가 사도신조의 틀을 가지고 구성되어 있으며， 기독교의 본질인 '예수 믿고 영생'이라는 단순명쾌한 진리를 보다 더 자세하고 힘있게 설명하여 독자들로 하여금 성경을 이해하는데 도움을 주려는 목적을 가지고 있음을 칼뱅 자신이 말하고 있다('독자에게 드리는 글'에서). 그러므로 칼뱅의 기독론은 기독교 정통신앙 그 자체라고 할 수 있고， 복음의 본질이 되시는 예수 그리스도의 인격과 신분과 직무를 성경에 충실하게 서술한 교리라고 해야 할 것이다.
칼뱅의 기독론은 크게 세 부분들로 이루어져 있는데， 위에서 말한 대로 위격론(Person)， 직무론(Office)， 그리고 신분론(상태론， States)이다. 이것을 간단하게 고찰하면 다음과 같다. 먼저 위격론에 있어서 칼뱅은 그리스도의 선재하심과 하나님의 영원한 아들로서 오신 것을 분명하게 주장한다. 이것을 신학에서는 '위로부터의 기독론'이라고 부른다. 잠시 언급했던 자유주의 신학은 소위 '아래로부터의 기독론'을 주장한다. 그것은 인간 예수 그리스도로부터 출발하며， 그리스도의 신성을 전제하지 않는다. 그들은 주장하기를 '위로부터의 기독론'은 그리스도의 신성을 전제하니 틀렸고， 인간이신 그리스도로부터 시작해야 인간의 인식원리에 맞는데 그렇지 못하니 잘못이라는 것이다.
그러나 우리는 그리스도의 신성을 전제하고， 그분이 영원하신 로고스요， 하나님이심을 믿어야 할 것이다. 칼뱅은 이 점에서 명쾌하다. 그리스도는 원래 하나님이신데， 사람으로 오신 것이다. 이 내용을 교리적으로 묘사하면 한 인격(신격^神格， Divine Person)이신 그리스도가 두 본성(本性， Natures)을 취하신 것으로 이해한다. 다시 말해서 '한 인격(One Person)'이신 하나님의 아들 그리스도께서 성육신을 통해서 신성과 인성을 가지시는 '두 본성(Two Natures)'의 중보자가 되신 것을 말한다. 이것이 칼케돈 신조의 결론이고 정통해석이다. 여기서 신성을 부인하면 아리우스(Arius) 이단이 되고， 인성을 부인하면 영지주의(Gnosticism)이단이 된다.
칼뱅의 직무론은 흔히 말하는 그리스도의 3중직분(Munus Triplex Christi)을 말한다. 칼뱅은 이 교리를 최초로 체계화하였다. 선지자로서 그리스도는 교사의 직무를 하시며， 그의 몸된 교회까지 이 직분을 주셨다. 여기서 만인 선지자직이 나온다. 왕으로서는 말씀과 성령으로 다스리시는 복음전파의 직무를 말하는데， 이 직무로써 그리스도는 그의 나라를 확대하시며, 그의 복음을 '홀'(Scepter)로 삼아 지상의 사역자들에게 영적인 왕권을 주셨다. 제사장으로서는 죄 사함과 중보기도의 사역을 하신다. 특히 하늘에서 지금도 계속적으로 이 삼직을 하시는 것이 중요하다.
칼뱅의 신분론(상태론)에 있어서는 그리스도의 성육신을 성경대로 믿고， 성육신의 목적을 '죄 사함'에 두는 것이 분명히 나타나 있다.
그리스도의 고난과 죽으심과 매장당하심， 음부에 내려가심(비하)을 모두 우리의 죄문제를 푸는 것과 연관시켜 설명한다. 그리고 그리스도의 부활과 승천， 하나님 우편에 앉으심 등(승귀)을 그리스도의 승리로서 그의 교회를 위한 진정한 통치로서 이해한다. 특히 칼뱅은 다른 신학자들에 비하여 그리스도의 '승천'을 크게 강조하고， 승천하신 그리스도께서 만왕의 왕으로서 그의 나라를 확장하시며， 세워나가시는데 있어서 지상의 교회를 사용하신다는 점을 선교적으로 설명하고 있다.
최근에는 선교학이 발달하여 교회를 선교의 한 기능으로 보는데， 칼뱅은 반대로 선교를 그리스도의 왕권통치가 이루어가는 교회의 권세로 본다. 그러므로 칼뱅의 선교론은 그의 기독론에서 출발해야 할 것이다. 이것은 칼뱅의 독특하고 획기적인 주장으로서 일반 선교학의 출발점과는 아주 다르다. 현대 목회에서 목사 중심이 아닌 평신도 중심사역이 강조되고， 선교분야에서도 인본주의 경향이 많은데， 칼뱅의 기독론은 이런 문제에 대해 명확한 해답을 준다.
칼뱅이 말하는 그리스도는 사회사업가도 아니고， 하나의 도덕교사도 아니다. 그가 말하는 그리스도는 죽음을 깨고， 죄와 지옥을 이기며， 마귀를 꺾으며， 세상을 통치하시는 만왕의 왕이신 그리스도이시다. 이런 그리스도를 전해야 오늘 날의 교회와 성도들은 힘을 얻어 신앙이 강화되고， 선교도 역시 권위있는 사역이 될 것이다.

## 성령론
이은선 박사의 연구를 소개한다.
칼뱅의 성령론은 하나의 독립된 주제로 다루어진 것이 아니라 기독교 강요의 거의 모든 주제와 연관되 어 있는 포괄적인 주제이다. 그러므로 그의 성령론의 내용을 한마디로 표현하거나 특성화하기는 어렵다. 그러나 종교개혁 당시의 로마 카톨릭과 급진 종교 개혁자들 사이의 중도에서 성령론을 정립하면서도 루터나 츠빙글리 보다는 훨씬 더 포괄적으로 취급하였다. 그래서 워필드는 칼뱅을 성령의 신학자라 언급하였고 대부분 학자들도 이에 동감하고 있다. 칼뱅은 성령이 단순한 신적 능력이 아니라 삼위일체의 제3위임을 강조하고, 성령께서 창조와 우주 질서를 유지하시며, 모든 사람에 공통적인 일반 은총의 근원이라고 언급하고 있으나, 그의 성령에 대한 언급 은 주로 교회와 관련하여 이루어지고 있다. 그러므로 칼뱅은 성령의 역사의 우주적 사역, 인간 사회의 일반 은총의 사역을 언급함에도 불구하고 교회와 관련된 측면에 초점을 맞추고 있다. 이러한 점에서 성령의 우주적 구원 사역을 주장하는 헨드리쿠스 벌코프나 몰트만의 성령론과는 다르다. 칼뱅의 성령론은 당시 새로운 교리를 정립하면서 어디에 최고의 권위를 둘 것이냐 하는 문제와 밀접하 게 연결되어 있다. 로마 카톨릭은 교회가 성경을 결정했다는 입장이었고, 재세례파는 성경과 분리된 성령의 새로운 계시를 내세우고 있었다. 그러한 상황에서 칼뱅은 성령의 영감으로 기록된 성경은 객관적 인 권위를 가지고 있으며, 객관적으로 기록된 성경은 성령의 내적 증언으로 우리에게 주관적으로 인식 되는데, 이 주관적 인식의 내용은 신앙 안에서 믿게 되는 예수 그리스도이다. 여기서 로마 카톨릭의 견 해와 재세례파의 견해를 극복하고 최고의 권위로서 성령으로 영감된 성경의 권위를 확립하면서, 동시에 성령을 통한 그리스도의 구원의 확신을 정립하게 된다. 칼뱅은 성령을 통하여 우리 밖에 있는(extra nos) 그리스도가 우리 안에 있는(intra nos) 그리스도가 되 며, 그 이후에 우리는 중생, 믿음, 칭의, 성화, 영화의 길을 가게 된다고 한다. 교회의 성직자들의 소명 도 성령에 의해 주어지고, 교회의 설교와 성례도 성령의 역사로 결실을 맺게 된다. 그는 은사에 대하여 방언, 치유 같은 특별한 은사들은 사라졌다고 보았고, 세례와 성령에 의한 중생은 연합되어 있다고하여 은사론자들과는 다른 입장을 가지고 있었다. 그러나 모든 성도들에게는 은사가 주어져 있는데, 이 은사 들의 목적을 교회를 세우고 서로 돕고 유익하게 하려는 것임을 제시하였다. 이러한 측면에서 그의 성령 론은 대단히 실천적이고 목회적인 관점을 가지고 있다.

### 칼뱅의 이중예정론
칼뱅에 있어서"예정"은 구원과 관련되는데, 은혜로 어떤 사람들을 영원한 구원으로 선택하였고 반면에 자신들의 죄때문에 그리고  원죄로 인해 영원한 심판을 받도록 하나님이 내버려두셨다는 것이다. 전자에 대해서는 무조건적인 선택이라고 부르고 후자에 대해서는 유기라고 부른다. 칼빈주의에서는 전자들은 하나님에 의해서 믿음으로 중생하도록 유효적인 소명으로 예정받았다고 한다. 이것이 칼뱅주의 이중예정론이다.

## 속죄
켄달(R. T. Kendall)은 칼뱅의 속죄론과 후기 칼뱅주의자들의 견해가 다르다고 주장하였다. 켄달은 칼뱅이 그리스도는 모든 사람들을 위해 죽으셨고 그러나 오직 선택된자를 위한 중보자가 되신다고 한다. 폴 햄(Paul Helm)은 칼뱅과 청교도는 그리스도는 선택된 자를 위해 죽으시고 선택된자를 위해 중보자가 되신다고 주장하였다."

## 그리스도와 연합
칼뱅은 기독교 강요 3권에서 그리스도와 인간의 영적 연합이 어떻게 성취되는지를 설명한다. 그는 그리스도 안에서 확고하고 확실한 신 지식으로서 믿음을 정의한다. 믿음의 효력은 회개와 죄의 제거이다. 이것이 영적인 거듭남(중생)이며 아담의 전가 전에 거룩한 상태로 돌아가는 것이다. 그러나 살아가는 동안 완전함에 이를수 없다. 믿는 사람은 지속적인 죄와 투쟁을 해야 한다. 그는 칭의를 하나님께서 은혜를 받게하여 우리를 의롭다 여기는 것이라고 한다. 알리스 맥그라스에 따르면 마르틴 부서는 칭의는 도덕적 중생을 일으킨다고 보는 반면에
칼뱅은 칭의와 중생은 믿음을 통하여 믿는자가 그리스도와 연합의 결과라고 주장한다.

## 교회론
배경식 박사는 다음과 같이 설명한다.
칼뱅은 자신의 주저서인『기독교 강요』를 서술할 때 많은 자연적인 예들을 들면서 신앙의 중요한 개념들을 설명한다. 이는 독자들이 이미 가톨릭 신앙에 물들여져 성경에 무지했기 때문에 그 사람들로 하여금 개신교 신앙을 더 잘 이해하도록 하기 위함이었을 것이다. 종교개혁자들이 꿈꾸고 있었던 참 된 교회의 모습은 무엇인가? 한 마디로 말해서 교회란 건물이나 제도가 아니라 사람들의 모임 다시 말 해 예수 그리스도를 구주로 믿는‘성도들의 모임’(The communion of the saints)이었다. 칼뱅의 교회론을 교리적 측면에서만 본다면‘하나님의 말씀이 올바 로 선포되고 성례전이 바로 집행되는 그리스도의 몸’으로 규정하면 되 지만 그의 교회론이 변증적인 모습을 가지려면 한국교회의 현재 모습 과 견주어 볼 때‘하나님의 거룩한 교회를 만들기 위해 권징이 신실하 게 시행되는 곳’이어야 한다. 칼뱅이 말하는‘개혁하는 교회’(Ecclesia reformanda)란 1544년 2월에 열린 슈파이어(Speyer) 종교회의에서‘가톨릭 교회로부터의 분파적 인 행동이 아니라 하나님의 진리를 찾고 참된 교회를 회복하려는 것’ 임을 보여준 변증적인 성격을 가진다. 여기에서 그는 가톨릭 교회가 행하는 하나님 대신 마리아나 성인들 심지어 성물들까지를 숭상하는 타 락한 예배를 지적하면서 비성경적인 인간의 공로에 의한 구원관과 가 톨릭 교회의 인위적인 성례전 비판, 나아가서는 성직 매매와 잘못된 교 회정치 등 신앙의 해악들에 대해 지적하였다. 이에 대한 칼뱅이 제시하는 치료책들은 하나님의 말씀과 초대교회의 신앙적 관습과 표준에 근 거한 것이었다. 칼뱅은 교회를 신앙생활의 학교라고 전제하고 교회의 필요성을 인 간의 무지와 태만과 나약함 때문에 외적인 보조수단으로 교회를 세우 시고 교회를 통해 구속 활동을 하신다고 말한다. 무한하신 하나님께서 우리에게 적합하도록 자신을 낮추시는 하나님의 은혜를 보여주신 곳이 바로 신앙생활의 학교인 교회이다. 그렇다면 신앙생활의 학교에서 행해야 할 것들은 무엇인가? 1. 말씀 의 바른 전파와 2. 성례의 정당한 집행 그리고 3. 권징의 신실한 시행이다. 칼뱅은 교회를 성도들의 신앙학교 내지는 훈련장이라고 언급하면서 하나님을 아는 참된 신앙은‘우리를 향하신 하나님의 사랑에 대한 분명 하고도 확고한 인식’이라고 정의한다. 하나님께서 예수 그리스도를 통 해 보여주신 십자가의 사랑과 대속적인 죽음 그리고 부활의 영광스러 운 영생의 확신과 소망을 아는 것이다. 교회의 기초는 하나님의 말씀이 다. 교회의 기초는 사람의 판단이나 사제직에 있는 것이 아니라 사도들 과 예언자들의 교훈에 있다. 그래서 설교자의 위치가 중요하며 말씀이 효과를 갖기 위해서는 성령의 역사가 중요하다고 말한다. 칼뱅이 말하는 성경적인 성례란 무엇인가? 그것은 인간의 무지와 나약함을 돕는 또 하나의 수단이며 그리스도의 복음 전파를 위한 또 하나의 방편이다. 성례는 우리 신앙의 약함을 도와주기 위해 주께서 우 리를 향한 그의 선한 약속들을 우리 양심에 인치시는 외적 표시이며 문서에 찍힌 인장이며 하나님의 풍성한 은혜를 볼 수 있는 거울이다. 또한 성례는 믿음의 집을 건축할 때 말씀에 기초를 둔 기둥으로 비유 된다. 성례를 통해서 우리의 믿음이 자라고 성장하기 위해서 칼뱅은 먼 저 내적 교사인 성령이 오셔야 한다고 말한다. 칼뱅이 말하는 넓은 의미에서의 성례는 하나님이 자기의 약속을 확 증하기 위해 제시한 모든 표지들을 말한다. 아담과 하와에게는 생명나 무, 노아와 그 후손들에게는 무지개, 아브라함과 그 후손들에게는 할례 등등 각 시대에 맞도록 여러 가지 방법으로 시행하셨다. 이것들이 그리 스도께서 오시기 전 유대인들의 성례전이었다. 그리스도께서 오심으로 이것들이 폐지되고 세례와 성만찬이라는 두 가지 성례가 제정되어 오 늘 그리스도의 교회가 사용하고 있다. 칼뱅이 말하는 성례전을 종합하여 보면1. 성례의 주인은 하나님이 시며, 2. 성례의 본체나 실체는 그리스도이시고, 3. 성례는 우리 신앙의 약함을 도와주기 위한 것, 4. 성례전은 내적 스승인 성령이 같이 계실 때 비로소 그의 임무를 행한다. 5. 주를 경배하는 종들이 한 믿음을 가 지며 한 믿음을 고백하도록 장려하시려는 것이다. 칼뱅은 권징의 필요성을 논하면서 경건한 군주들이 권위를 가지고 국가의 강제력을 통해 교회문제에 간섭하는 것을 교회의 질서를 보존 하며 확립하는 것이라면 그 개입을 허용하였다. 칼뱅이 말하는 권징의 목적은 무엇인가? 1. 추악하고 부끄러운 생활을 하는 자들에게서 그리 스도인이라는 이름을 빼앗으려는 것, 2. 선량한 사람이 악한 사람들과 교제함으로 말미암아 타락되는 일이 없게 하기 위함, 3. 자신의 추악함 에 대한 부끄러움에 스스로 회개하도록 하고자 함이었다. 그러면서도 그는 교회가 권징을 행함에 있어‘온유한 심령’(갈 6:1)을 갖는 것이 합 당하다고 말한다. 징계 대상자를 온유하고 아버지 같은 태도로 대하며 참회자가 교회가 만족할 정도의 의식을 지키면 안수함으로써 은혜 안으로 받아들이는 화목을 우선으로 하였다. 그리고 칼뱅은 권징을 통해 서 분리를 추구하는 것이 아니라 하나 됨을 기대하는 것이었다.

## 종말론
본서의 저자인 퀴스토르프는 칼뱅의「기독교 강요」와 성서주석과 설교와 그 밖에 다른 저서들 속에 산재해 있는 칼뱅의 종말론적 사상을 한데 모아 체계화하였다. 소망, 영혼 불멸, 심판과 그리스도 안에서 성취될 완성에 관한 칼뱅이 사상을 명쾌하게 요약하고 있다. 칼뱅의 종말론은 그의 기독론과 밀접한 관계를 맺고 있다. 한마디로 말해서, 칼뱅의 종말론적 소망은 알파와 오메가가 되시는 그리스도의 속죄사업의 완성에 기치를 두고 있다. 칼뱅은 주님의 재림의 날자를 정확히 알 수는 없으나 주님의 재림 사건과 함께 그리스도 안에서 잠들어 있거나 살아 있는 성도들의 종말론적 소망이 궁극적으로 성취될 것을 굳게 믿었다. 최우간 크리스찬으로서 건전한 성서적 종말론을 갖는다는 것은 절대적으로 중요하다. 만일 우리들이 주님의 재림을 통하여 우리들의영생에 대한 소망이 성취될 것을 믿지 못한다면, 우리들은 지상에서 바른 신앙생활을 영위할 수 없을 것이다.그러므로 종말론과 윤리는 밀접한 관계가 있다고 보 수 있다. 바른 종말론을 갖고 있는 사람만이 건전한 신앙생활을 할 수 있다.

기독교 강요 3권 마지막 장이 바로 칼뱅의 종말론이다.
최후의 부활 교리를 주장함, 1-4
1. 부활의 소망 : 이 소망의 중요성과 이 소망에 대한 여러 가지 문제점
2. 하나님과의 연합을 사모하는 것이 부활 소망에 힘을 준다.
3. 바라는 부활은 몸의 부활이다 : 그리스도의 부활이 그 원형이다.
4. 몸의 부활의 근거는 하나님의 전능하심이다.
5. 이교도들의 반대론을 장례로 반박함, 천년왕국론자들의 오류
6. 육신은 부활하고 영혼은 불멸한다.
7. 현세에서 입고 있던 몸으로 부활함
8. 몸을 존중하는 장례의 의미
9. 불신자들의 부활
10. 영원한 복
11. 무용한 질문들을 처리함
12. 버림받은 자들의 처지
어거스틴 이후로 칼뱅만큼 역사관념을 하나님의 나라 사고와 관련시킨 자도 없다. 칼뱅의 역사이해는 온통 역동적인 것이다. 칼뱅에 의하면 하나님은 영원히 창조하고, 영원히 활동하는 전능자로서, 이 세상 안에서, 이 세상을 통하여 자신의 나라를 세우신다. 모든 역사사건 속에 하나님의 뜻이 다스리고 있다. 역사 속의 하나님의 뜻의 목표는 자신의 이름을 영화롭게 하는 것이다. 세상의 모든 권세들은 하나님의 영광의 완전한 실현을 향해 나아간다. 하나님의 나라는 모든 세계사의 본질적 핵심, 그 담지자, 그 본질적 요소, 그 목표이다.
하나님의 나라의 역사는 하나님이 영원 전부터 자신의 이름의 영광을 위해 일할 자들을 선택하심으로써 시작되었다. 구속사의 모든 요소들이 선택사상 아래 완전히 소속된다. 하나님의 나라의 역사는 선택된 자들만이 아니라 유기된 자들에게까지 미치므로, 하나님은 악도 자신의 뜻 아래 두신다. 그러나 구원의 역사는 오로지 영원부터 선택된 자들에게만 해당된다.
칼뱅에 의하면 세계사의 중심적 전환점은 그리스도이다. 그리스도는 기적 중의 기적, 역사 중의 가장 탁월한 역사이며 하나님의 구원결의의 원초적 상징이다. 하나님은 그리스도를 통해 세상을 창조, 통치하시고 구속활동을 행하신다. 칼뱅은 메시야 사상이 역사 속의 종교의 기초, 기본임을 강조했다(그리스도 중심적인 구속사관). 모든 것들은 메시야를 지시한다. 그리스도의 모습 속에 하나님의 위엄, 영광, 권능이 반영되어 있다.(그리스도론적 특징) 성육신, 십자가의 고난(루터)에 대한 강조보다는 높이 들림받은 자에 대한 강조가 전면에 나타난다(그리스도는 왕이다). 하나님은 예수 그리스도를 전 세상의 통치자로 삼으셨다. 루터가 영원한 공의를 선사하시는 하늘의 신랑인 그리스도를 찬양했다면, 칼뱅은 높이 들리신 왕의 권능적 위엄을 강조했다.
선택받은 자들은 지상에서 하나님의 통치를 실현하는 참된, 보이지 않는 교회이다. 교회는 사탄의 권세에 맞서서 싸우는 전투 공동체이다. 만물이 하나님의 통치 아래 복종함으로써 끝나는 완전한 하나님의 나라에 이르기까지 악의 세력에 맞서서 치르는 선택받은 자들의 투쟁 속에서 하나님의 나라는 세계사 속에서 실현된다. 마지막 종말심판은 지금 이미 시간 속에서 전개되고 있는 하나님 나라의 완성이다. 세계사 속으로 개입해왔고 세계사 속에서 활동하며 세계심판을 통해 역사의 마지막에 성취되는 하나님의 나라에 대한 신앙은 칼뱅의 하나님의 나라 사상의 가장 중요한 본질이다. 이런 신앙은 교회적-종교적-정치적-경제적 현실 전체와 온통 관련되어 있다. 왜냐하면 모든 지상적 현실은 하나님의 현실 아래 놓여있기 때문이다. 세상은 하나님의 영광의 실현수단으로서 높은 가치를 부여받는다. 칼뱅에게서 모든 것이 하나님의 영광의 관점 하에 있다. 철저히 현실적인 그리스도의 통치사상, 철저히 현실적인 칼뱅의 생활(교사, 정치가, 의원, 조직신학자, 교회치리자)은 지상에서 하나님의 통치 이념을 그리스도교 문화의 이념으로 변형시키려는 시도 아래서 신정정치이념으로 나타났다. 하나님의 영광을 위해 일해야 한다는 의식이 정교한 군주정치적 특징과 결합되어 나타났다.

## 칼뱅과 기독교 문화
칼뱅은 인간이 만들어내는 문화의 잘못을 지적한다. 기독교강요(1:5:13)에서 조상의 의식과 생활의 관습, 조상의 법규나 인간의 규칙은 하나님을 예배하기 위한 경건에 부족한 점을 말한다. 따라서 기독교 문화의 올바른 형성에는 인간에 의해서 형성된 문화는 부족한 것으로 본다. 

### 기독교 문화의 근원으로 종교와 경건
문화와 종교의 밀접한 관계속에서 일반적으로 기독교 신학자들은 문화는 종교에 뿌리를 두고 있다고 주장한다. 특별히 종교개혁가 장 칼뱅은 참된 종교는 하나님을 진지하게 두려워하는 것과 연결된 믿음이라고 한다.(기독교 강요 1:2:2) 그러나 이 두려움은 스타티우스(Statius)가 말하는 것처럼 공포를 조성하여 신들을 만들어내는 노예적 감정이 아니다.(기독교 강요 1:4:4)  자발적 경외이며 성경에 일치한 합법적 예배을 포함한다.(기독교 강요 1:2:2) 또한 참된 종교는 우주의 규칙같은 신의 의지에 일치해야 하는데 여기서 신의 의지란 성경이라고 볼 수 있다. 칼빈에 있어서 신을 경외하는 것은 경건이라는 말로 표현 할 수 있다. 그는 종교와 경건을 같은 의미로 보았다.(기독교 강요 1:2:1, religion nec pietas) 좀더 자세하게 설명을 하는데 밀접한 혈연적 비유의 관계로 이해하였다. 종교가 태어나는 것이 바로 경건(스승)인데 바로 하나님에 대한 사랑에 경외심이 결합된 것이 "경건"이라고 본다.(기독교 강요 1:2:1)
이런 관점에서 볼때 문화와 종교와 경건을 밀접한 관계성을 가지고 있다. 따라서 기독교 문화는 기독교의 본질로서 경건과 필연적으로 공유한다고 볼 수 있다. 기독교 경건이 없다면 기독교 문화가 바르게 형성될수 없다.

### 일반은총으로서 문화
신학자 김지훈에 따르면  교회는 세상 문화 위에 군림할 수 없고, 세상 문화는 교회를 세속화할 수 없다고 말했다. 중세 교회는 하나님의 나라와 세상 문화를 모순관계로 봤다. 교회 밖 세상은전부 악(惡)의 세계로 인식한다. 그러나 종교 개혁가들인 루터와  칼뱅은 세상 문화 역시 하나님의 선물이라고 이해한다. 그로 인해 많은 기독교인들이 세상 문화에 참여하게 됐고, 그 결과 문화발전이 이뤄졌다고 본다. 교회는 성경의 법(특별은총)이 있교, 세상은 양심의 법(일반은총)이 역사한다. 이 두 세계 모두 하나님의 통치 아래 있으므로, 세상 문화를 배격하기 보단 그 문화 속에서 하나님의 은총을 누려야 한다는 것이다.  물론 성경은 교회와 세상을 갈등관계로 표현한다. 그러나 극단적인 이분론은 기독교인의 문화활동을 억제할 수 있다고 한다. 교회는 선교 뿐 아니라 문화 활동에도 관심 가져야 한다. 교회의 문화 참여는 교회만의 교리를 내세우지 말고, 교회와 세속 사회의 공통분모인 일반은총으로 접근해야 한다고 본다.
칼빈학자 이양호 박사는 문화는 하나님을 알고 경건에 이를 수 있는 것이라고 한다. 칼빈은 인간의 훌륭한 문화는 일반은총의 영역에 속한다고 한다. 세속적 저자들 속에서 비록 그들이 왜곡된 마음 상태에 있지만 그들에게서 빛나는 찬양할 만한 진리이 빛을 본다고 한다.(기독교강요 1:5:7)

## 칼빈의 신학적 공헌
- 신학의 원리와 삶의 규범으로서 오직 성경을 강조하였다
- 창조와 통치 그리고 믿는자에 대한 선택을 강조한 하나님이 절대주권을 강조하였다.
- 성령의 신학자로서 모든 신학적 주제속에 대한 성령론의 발전을 주었다.
- 성경 해석의 원리로서 성경을 성경으로 해석하는(Scriptura sui ipsius interpres) 방식에 공헌을 하였다. 이원리를 가지고 간결하고 용이한 방법을 통하여 독자들이 성경을 쉽게 이해하도록 하였다.
- 교육, 사회봉사, 경제, 의료와 같은 사회적 활동에 큰 영향을 주었다.

## 칼뱅연대표
칼뱅의 당시 상황의 역사적 맥락을 이해하기 위하여 칼뱅 연대표는 도움을 준다.

## 같이 보기
- 장 칼뱅
- 신 칼뱅주의
- 칼뱅주의
- 장로교
- 장 칼뱅 참고 문헌
- 종교개혁과 칼뱅의 성경해석
- 장 칼뱅의 성경관
- 종교 개혁
- 종교 개혁가
- 종교 개혁가들의 신학
- 개혁주의
- 칼뱅주의의 역사
- 마르틴 루터
- 마르틴 루터의 신학
- 울리히 츠빙글리
- 울리히 츠빙글리의 신학
- 한국칼빈학회
- 세계칼빈학회
- 반대의 통합
- 엑스트라 칼비니스티쿰
- 신학방법론

## 참고 문헌

### 한국어
1. 안명준, 《칼빈의 성경 해석학》(기독교문서선교회: 1997). ISBN 89-341-0566-6
2. 안명준, 《칼빈해석학과 신학의 유산》(기독교문서선교회: 2009). ISBN 9788934110361
3. 안명준외, 《칼빈신학 2009》 (성광: 2009). ISBN 9788972524496
4. 안명준외, 《칼빈신학과 한국신학》(기쁜날: 2009). ISBN 9788991570474
5. 안명준외, 《칼빈과 한국교회》요한 칼빈 탄생 500주년 기념사업회(SFC: 2010). ISBN 9788993325324
6. 안명준외, 《한국교회를 빛낸 칼빈주의자들》, 2020, 킹덤북스.
7. 하워드 L. 라이스, 개혁주의 영성, 황성철 역, CLC, 2004

### 영어
- Balserak, Jon (2014), 《John Calvin as Sixteenth-Century Prophet》, Oxford: Oxford University Press, ISBN 978-0-19-870325-9.
- Baron, Salo (1972), 〈John Calvin and the Jews〉,   Feldman, Leon A., 《Ancient and Medieval Jewish History》, New Brunswick, New Jersey: Rutgers University Press, OCLC 463285878 (originally published 1965).
- Bouwsma, William James (1988), 《John Calvin: A Sixteenth-Century Portrait》, New York: Oxford University Press, ISBN 0-19-504394-4.
- Calvin, John (1989) [1564], 《Institutio Christianae religionis》 [Institutes of the Christian Religion] (라틴어), Translated by Henry Beveridge, Grand Rapids, MI: Wm. B. Eerdmans Publishing Company
- Cottret, Bernard (2000) [1995], 《Calvin: Biographie》 [Calvin: A Biography] (프랑스어), Translated by M. Wallace McDonald, Grand Rapids, Michigan: Wm. B. Eerdmans, ISBN 0-8028-3159-1
- De Greef, Wulfert (2004), 〈Calvin's writings〉,   McKim, Donald K., 《The Cambridge Companion to John Calvin》, Cambridge: Cambridge University Press, ISBN 978-0-521-01672-8
- Detmers, Achim (2006), 〈Calvin, the Jews, and Judaism〉,   Bell, Dean Phillip; Burnett, Stephen G., 《Jews, Judaism, and the Reformation in Sixteenth-Century Germany》, Leiden: Brill, ISBN 978-90-04-14947-2.
- Gamble, Richard C. (2004), 〈Calvin's controversies〉,   McKim, Donald K., 《The Cambridge Companion to John Calvin》, Cambridge: Cambridge University Press, ISBN 978-0-521-01672-8
- Ganoczy, Alexandre (2004), 〈Calvin's life〉,   McKim, Donald K., 《The Cambridge Companion to John Calvin》, Cambridge: Cambridge University Press, ISBN 978-0-521-01672-8
- Gerrish, R. A. (2004), 〈The place of Calvin in Christian theology〉,   McKim, Donald K., 《The Cambridge Companion to John Calvin》, Cambridge: Cambridge University Press, ISBN 978-0-521-01672-8
- Helm, Paul (2004), 《John Calvin's Ideas》, Oxford: Oxford University Press, ISBN 0-19-925569-5.
- Heron, Alasdair (2005),  Lacoste, Jean-Yves, 편집., “John Calvin”, 《Encyclopedia of Christian Theology》 (New York: CRC Press).
- Hesselink, I. John (2004), 〈Calvin's theology〉,   McKim, Donald K., 《The Cambridge Companion to John Calvin》, Cambridge: Cambridge University Press, ISBN 978-0-521-01672-8
- Lange van Ravenswaay, J. Marius J. (2009) [2008], 〈Calvin and the Jews〉,   Selderhuis, Herman J., 《Calvijn Handboek》 [The Calvin Handbook] (네덜란드어), Translated by Kampen Kok, Grand Rapids, Michigan: Wm. B. Eerdmans Publishing Co., ISBN 978-0-8028-6230-3
- McDonnell, Kilian (1967), 《John Calvin, the Church, and the Eucharist》, Princeton: Princeton University Press, OCLC 318418.
- McGrath, Alister E. (1990), 《A Life of John Calvin》, Oxford: Basil Blackwell, ISBN 0-631-16398-0.
- Niesel, Wilhelm (1980), 《The Theology of Calvin》, Grand Rapids, Michigan: Baker Book House, ISBN 0-8010-6694-8.
- Pak, G. Sujin (2010), 《The Judaizing Calvin》, Oxford: Oxford University Press, ISBN 978-0-19-537192-5.
- Parker, T. H. L. (1995), 《Calvin: An Introduction to His Thought》, London: Geoffrey Chapman, ISBN 0-225-66575-1.
- ——————— (2006), 《John Calvin: A Biography》, Oxford: Lion Hudson plc, ISBN 978-0-7459-5228-4.
- Pater, Calvin Augustus (1987), 〈Calvin, the Jews, and the Judaic Legacy〉,   Furcha, E. J., 《In Honor of John Calvin: Papers from the 1986 International Calvin Symposium》, Montreal: McGill University Press, ISBN 978-0-7717-0171-9.
- Potter, G. R.; Greengrass, M. (1983), 《John Calvin》, London: Edward Arnold (Publishers) Ltd., ISBN 0-7131-6381-X.
- Steinmetz, David C. (1995), 《Calvin in Context》, Oxford: Oxford University Press, ISBN 0-19-509164-7.